# Thelypteris scalaris
Thelypteris scalaris là một loài thực vật có mạch trong họ Thelypteridaceae. Loài này được (Christ) Alston miêu tả khoa học đầu tiên năm 1958.